# レ・サーブル＝ドロンヌ
レ・サーブル＝ドロンヌ（Les Sables-d'Olonne）は、フランス西部の大西洋に面した都市である。有名人にフランソワ・ロロネーがいる。4年ごとに開催されるヴァンデ・グローブの発着点。

## 姉妹都市
- シュヴァーバッハ
- ワージング
- スリエマ